# Rwanda Challenger
Il Rwanda Challenger è un torneo professionistico maschile di tennis giocato sulla terra rossa che fa parte dell'ATP Challenger Tour. Inaugurato nel 2024 a Kigali, in Ruanda, il torneo fa parte della categoria Challenger 50. Nell'anno inaugurale sono stati tenuti due tornei una settimana dopo l'altra.

## Albo d'oro

### Singolare
| Anno     | Campione          | Finalista         | Punteggio |
| -------- | ----------------- | ----------------- | --------- |
| 2025 (2) | Valentin Royer    | Guy den Ouden     | 6–2, 6–4  |
| 2025     | Valentin Royer    | Andrej Martin     | 6–1, 6–2  |
| 2024 (2) | Marco Trungelliti | Clément Tabur     | 6–4, 6–2  |
| 2024     | Kamil Majchrzak   | Marco Trungelliti | 6–4, 6–4  |

### Doppio
| Anno     | Campioni                          | Finalisti                         | Punteggio        |
| -------- | --------------------------------- | --------------------------------- | ---------------- |
| 2025 (2) | Siddhant Banthia Alexander Donski | Geoffrey Blancaneaux Zdeněk Kolář | 6–4, 5–7, [10–8] |
| 2025     | Jesper de Jong Max Houkes         | Geoffrey Blancaneaux Zdeněk Kolář | 6–3, 7–5         |
| 2024 (2) | Thomas John Fancutt Hunter Reese  | S D Prajwal Dev David Pichler     | 6–1, 7–5         |
| 2024     | Max Houkes Clément Tabur          | Pruchya Isaro Christopher Rungkat | 6–3, 7–6(4)      |